# Sing and Dance
Sing and Dance är det fjärde studioalbumet av den svenska singer-songwritern Sophie Zelmani från 2002. Albumet blev en större succé försäljningsmässigt i och med att det hamnade på tredje plats på den svenska albumlistan. Trots det gav man inte ut några singlar från albumet, endast två promo-singlar gjordes till How It Feels och Sing and Dance samma år.
Låten Once är en duett med sångaren Freddie Wadling.

## Låtlista
Alla låtar är skrivna av Sophie Zelmani och arrangerade av producenten Lars Halapi.
1. Oh Dear – 7:09
2. How's Your Heart Doing – 2:36
3. Going Home – 4:09
4. People – 3:46
5. Once – 3:26
6. Breeze – 4:03
7. Sing and Dance – 3:23
8. Yes I Am – 2:53
9. Moonlight – 2:37
10. Gone With the Madness – 2:54
11. How It Feels – 3:55

## Singlar från albumet
- How It Feels (2002, CD - Promo)
- Sing and Dance (2002, CD - Promo)

## Listplaceringar
| Lista (2002) | Topplacering |
| ------------ | ------------ |
| Schweiz      | 88           |
| Sverige      | 3            |